# Préaux, Indre

Préaux este o comună în departamentul Indre, Franța. În 1 ianuarie 2022 avea o populație de 172 de locuitori.